# Primera División (Mexiko) 2000/01
Die Saison 2000/01 der mexikanischen Primera División war die 57. reguläre Meisterschaftsrunde in Mexiko seit Einführung des Profifußballs in der Saison 1943/44 und die fünfte Spielzeit, in der zwei Meister ermittelt wurden und das auch in anderen Teilen Lateinamerikas übliche System der Apertura und Clausura eingeführt wurde. Bis zur Saison 2002/03, als die Umbenennung in Apertura (dt. Eröffnung) und Clausura (dt. Schließung) auch in Mexiko offiziell erfolgte, wurden das Hin- und Rückrundenturnier noch als Invierno (Winter) und Verano (Sommer) bezeichnet.
Wie in Mexiko bereits seit längerer Zeit üblich, wurde das Verfahren der Liguillas beibehalten, also der jeweilige Meister im Anschluss an die Punktspielrunde in einem K.O.-Verfahren ermittelt. Obwohl auch im mexikanischen Rundenturnier jeder gegen jeden spielt, war in vielen Spielzeiten die Meisterschaft in vier Gruppen unterteilt. In jener Saison nahmen 18 Mannschaften teil und daher bestanden die Gruppen 1 und 2 aus jeweils fünf, die Gruppen 3 und 4 aus jeweils vier Mannschaften. Erzielt ein Gruppendritter mehr Punkte als ein anderer Gruppenzweiter, müssen diese Mannschaften eine vorgeschaltete Reclasificación zur Komplettierung der Viertelfinalteilnehmer ausspielen.
Toros Neza, der sportliche Absteiger der vergangenen Saison 1999/00, wurde durch den Zweitliga-Aufsteiger CD Irapuato ersetzt. Wegen der Erweiterung der Liga von vormals 18 auf nunmehr 19 Mannschaften gab es für darauffolgende Saison 2001/02  keinen Absteiger, aber mit dem Aufsteiger Reboceros de La Piedad einen Neuzugang.

## Kreuztabelle und Gesamtsaisontabelle 2000/01
Die Kreuztabelle stellt die Ergebnisse aller Spiele dieser Saison dar. Der Name der Heimmannschaft ist in der linken Spalte, ein Kürzel der Gastmannschaft in der oberen Zeile aufgelistet. Die Reihenfolge der Vereine bestimmt sich anhand der in dieser Saison erzielten Platzierung in der Gesamtsaisontabelle. Angaben zu den absolvierten Spielen (Sp.), Siegen (S), Unentschieden (U), Niederlagen (N) sowie des Torverhältnisses (Tore) und der erzielten Punkte befinden sich in den Feldern rechts neben der Kreuztabelle.
| Pos. | Mannschaft        | CAZ | AME | SAN | PAC | UNL | MOR | UAG | MTY | ATS | NEC | TOL | PUE | UNM | LEO | ATE | IRA | GDL | CEL | Sp | S  | U  | N  | Tore  | Punkte |
| ---- | ----------------- | --- | --- | --- | --- | --- | --- | --- | --- | --- | --- | --- | --- | --- | --- | --- | --- | --- | --- | -- | -- | -- | -- | ----- | ------ |
| 01.  | CD Cruz Azul      |     | 1:0 | 4:0 | 1:1 | 2:1 | 3:1 | 4:1 | 3:0 | 2:1 | 1:3 | 3:2 | 2:3 | 3:1 | 1:3 | 1:1 | 4:2 | 2:1 | 2:0 | 34 | 16 | 07 | 11 | 59:48 | 55     |
| 02.  | Club América      | 0:0 |     | 5:1 | 0:1 | 0:0 | 4:3 | 1:1 | 1:2 | 3:0 | 2:1 | 0:2 | 0:0 | 2:1 | 5:1 | 3:0 | 2:2 | 0:3 | 1:0 | 34 | 14 | 12 | 08 | 51:38 | 54     |
| 03.  | Santos Laguna     | 2:3 | 2:0 |     | 2:1 | 0:0 | 3:1 | 3:1 | 0:1 | 2:1 | 1:2 | 2:2 | 3:1 | 0:3 | 5:0 | 1:0 | 3:2 | 1:0 | 5:2 | 34 | 15 | 09 | 10 | 67:56 | 54     |
| 04.  | CF Pachuca        | 2:3 | 0:1 | 2:1 |     | 1:1 | 3:1 | 3:1 | 2:1 | 1:3 | 1:1 | 3:4 | 1:4 | 1:0 | 2:1 | 1:0 | 2:0 | 2:0 | 1:0 | 34 | 15 | 08 | 11 | 46:40 | 53     |
| 05.  | UANL Tigres       | 1:0 | 3:3 | 2:1 | 1:1 |     | 2:0 | 5:1 | 2:0 | 3:0 | 0:2 | 0:0 | 1:2 | 2:0 | 2:0 | 2:1 | 1:1 | 0:0 | 2:1 | 34 | 13 | 12 | 09 | 46:36 | 51     |
| 06.  | Monarcas Morelia  | 1:0 | 2:0 | 3:3 | 1:0 | 2:1 |     | 2:3 | 3:0 | 3:1 | 1:1 | 1:0 | 1:0 | 2:1 | 2:2 | 1:1 | 3:2 | 1:1 | 1:0 | 34 | 13 | 11 | 10 | 50:50 | 50     |
| 07.  | U.A.G. Tecos      | 2:0 | 1:3 | 2:0 | 1:0 | 3:2 | 0:3 |     | 2:1 | 1:1 | 0:0 | 3:1 | 2:2 | 2:1 | 3:1 | 0:2 | 4:3 | 2:3 | 3:2 | 34 | 14 | 08 | 12 | 57:63 | 50     |
| 08.  | CF Monterrey      | 1:1 | 3:1 | 3:3 | 2:0 | 1:0 | 2:2 | 1:0 |     | 2:5 | 1:2 | 1:1 | 3:1 | 3:0 | 1:1 | 3:3 | 3:2 | 2:1 | 3:1 | 34 | 12 | 12 | 10 | 48:48 | 48     |
| 09.  | Atlas Guadalajara | 3:2 | 1:1 | 2:4 | 1:1 | 1:1 | 3:0 | 4:1 | 3:3 |     | 2:3 | 4:4 | 3:3 | 3:1 | 4:1 | 1:1 | 1:0 | 2:0 | 2:2 | 34 | 12 | 11 | 11 | 67:62 | 47     |
| 10.  | Club Necaxa       | 2:2 | 1:2 | 1:4 | 1:2 | 1:0 | 1:1 | 3:1 | 1:0 | 2:3 |     | 0:1 | 1:2 | 3:2 | 0:1 | 1:2 | 1:1 | 2:4 | 1:1 | 34 | 13 | 08 | 13 | 49:47 | 47     |
| 11.  | Deportivo Toluca  | 5:1 | 1:1 | 0:0 | 3:5 | 1:2 | 2:2 | 1:3 | 0:0 | 4:3 | 1:2 |     | 3:0 | 2:2 | 4:3 | 1:0 | 4:2 | 2:2 | 3:2 | 34 | 12 | 11 | 11 | 60:59 | 47     |
| 12.  | Puebla FC         | 2:4 | 0:0 | 2:1 | 0:2 | 0:0 | 1:0 | 2:2 | 0:0 | 2:0 | 0:1 | 0:0 |     | 1:2 | 1:0 | 3:1 | 2:1 | 0:0 | 2:1 | 34 | 11 | 10 | 13 | 39:46 | 43     |
| 13.  | UNAM Pumas        | 0:0 | 1:1 | 1:1 | 2:2 | 3:2 | 1:1 | 1:3 | 0:0 | 1:3 | 2:1 | 1:2 | 1:0 |     | 2:1 | 1:1 | 3:1 | 0:0 | 2:1 | 34 | 10 | 11 | 13 | 44:53 | 41     |
| 14.  | Club León         | 1:0 | 1:1 | 1:1 | 0:0 | 2:2 | 1:0 | 2:1 | 1:1 | 1:0 | 2:2 | 2:0 | 4:1 | 1:2 |     | 1:1 | 0:1 | 1:1 | 2:1 | 34 | 10 | 11 | 13 | 44:55 | 41     |
| 15.  | CF Atlante        | 1:1 | 1:4 | 2:2 | 1:0 | 1:1 | 0:1 | 1:1 | 1:1 | 1:1 | 1:4 | 0:1 | 2:0 | 5:1 | 1:0 |     | 0:1 | 0:1 | 2:1 | 34 | 09 | 13 | 12 | 40:44 | 40     |
| 16.  | CD Irapuato       | 2:1 | 1:1 | 1:4 | 2:0 | 4:1 | 3:3 | 4:5 | 2:0 | 2:2 | 1:0 | 3:2 | 2:2 | 1:4 | 2:2 | 1:2 |     | 0:0 | 2:1 | 34 | 09 | 11 | 14 | 55:64 | 38     |
| 17.  | CD Guadalajara    | 2:1 | 1:2 | 3:3 | 0:2 | 0:1 | 1:1 | 1:1 | 2:0 | 2:3 | 0:1 | 4:0 | 1:0 | 0:0 | 1:3 | 1:3 | 0:0 |     | 1:3 | 34 | 08 | 12 | 14 | 39:44 | 36     |
| 18.  | Atlético Celaya   | 0:1 | 0:1 | 2:3 | 0:0 | 1:2 | 5:0 | 0:0 | 1:3 | 2:0 | 2:1 | 2:1 | 1:0 | 2:2 | 4:1 | 1:1 | 1:1 | 3:2 |     | 34 | 07 | 11 | 16 | 46:54 | 32     |

## Endrunde Invierno 2000

### Reclasificación (Qualifikation)
Zu einem Qualifikationsspiel kam es, weil Morelia als Dritter der Gruppe 1 mehr Punkte erzielt hatte als die Irapuato als Zweiter der Gruppe 2.
|             | Gesamt |                  | Hinspiel | Rückspiel |
| ----------- | ------ | ---------------- | -------- | --------- |
| CD Irapuato | 3:7    | Monarcas Morelia | 1:0      | 2:7       |

### Viertelfinale
Das aufregendste Duell ereignete sich zwischen dem Club América und Deportivo Toluca. Nach einem 0:2-Auswärtssieg im Aztekenstadion von Mexiko-Stadt stand Toluca scheinbar schon mit mehr als einem Bein im Halbfinale. Dieser Eindruck verstärkte sich, als Toluca auch im heimischen Estadio Nemesio Díez bereits nach 9 Minuten mit 1:0 in Führung lag. Doch im Laufe des Spiels schoss América eine 1:3-Führung heraus. Weil sich in dieser Spielzeit bei Gleichstand nach Hin- und Rückspiel die Mannschaft mit den mehr erzielten Punkten in der Punktspielrunde der jeweiligen Halbsaison (Toluca hatte 30 Punkte erzielt gegenüber América mit 26) durchsetzte, nutzte die 1:3-Führung den Gästen aber nichts. In der 89. Minute erzielte dann José de Jesús Mendoza das 1:4 für die Gäste, wodurch América im Vorteil war. Doch noch vor dem Schlusspfiff gelang José Saturnino Cardozo der Treffer zum 2:4-Endstand, wodurch sich Toluca im letzten Moment doch noch durchsetzen konnte.
|                   | Gesamt |                  | Hinspiel | Rückspiel |
| ----------------- | ------ | ---------------- | -------- | --------- |
| Santos Laguna     | 4:3    | Club Necaxa      | 2:1      | 2:2       |
| Atlas Guadalajara | 2:1    | CD Cruz Azul     | 0:1      | 2:0       |
| Club América      | 4:4    | Deportivo Toluca | 0:2      | 4:2       |
| Monarcas Morelia  | 2:1    | CF Pachuca       | 0:0      | 2:1       |

### Halbfinale
Mit insgesamt 4 Treffern, von denen er allein im Rückspiel alle 3 Tore beisteuerte, sicherte Tolucas paraguayischer Stürmerstar José Saturnino Cardozo den Diablos Rojos das Weiterkommen.
|                   | Gesamt |                  | Hinspiel | Rückspiel |
| ----------------- | ------ | ---------------- | -------- | --------- |
| Atlas Guadalajara | 4:6    | Deportivo Toluca | 3:3      | 1:3       |
| Santos Laguna     | 2:3    | Monarcas Morelia | 0:0      | 2:3       |

### Finale
Obwohl José Saturnino Cardozo erneut 2 Treffer für die Diablos Rojos erzielte, reichte es diesmal für Toluca nicht; unter anderem, weil Cardozo zu den unglücklichen Spielern gehörte, die im Elfmeterschießen nicht verwandeln konnten. Und so kamen die Monarcas zu ihrem bisher einzigen Meistertitel.
|                  | Gesamt          |              | Hinspiel | Rückspiel |
| ---------------- | --------------- | ------------ | -------- | --------- |
| Monarcas Morelia | 3:3 (5:4 i. E.) | CD Cruz Azul | 3:1      | 0:2       |

## Endrunde Verano 2001

### Reclasificación (Qualifikation)
Weil drei Gruppendritte mehr Punkte erzielt hatten (Puebla 27, Tecos 25, Morelia 23) als der Zweite der Gruppe 2 (Atlas 22), traten diese 4 Mannschaften in der Qualifikationsrunde an. Dabei setzten die Tecos sich bei Gleichstand aufgrund der mehr erzielten Punkte gegenüber dem Titelverteidiger Morelia durch.
|                   | Gesamt |              | Hinspiel | Rückspiel |
| ----------------- | ------ | ------------ | -------- | --------- |
| Atlas Guadalajara | 4:5    | Puebla FC    | 1:2      | 3:3       |
| Monarcas Morelia  | 4:4    | U.A.G. Tecos | 3:3      | 1:1       |

### Viertelfinale
In den 8 Spielen fielen insgesamt 32 Tore und somit durchschnittlich 4 Tore pro Begegnung. Tatsächlich fielen in 5 Spielen jeweils 4 Treffer. In zwei Begegnungen fielen 5 Tore und lediglich eine Begegnung endete mit 1:1 und daher nur 2 Toren. Alle Auseinandersetzungen endeten mehr oder weniger deutlich zu Gunsten des späteren Halbfinalisten. Während Puebla sich mit einem Gesamtergebnis von 5:3 noch relativ knapp gegen die UANL Tigres durchsetzte, behielt Santos Laguna mit 7:2 deutlich die Oberhand gegen die UAG Tecos. 4 Treffer steuerte Jared Borgetti zu diesem deutlichen Weiterkommen bei.
|              | Gesamt |               | Hinspiel | Rückspiel |
| ------------ | ------ | ------------- | -------- | --------- |
| Club León    | 2:5    | Club América  | 1:1      | 1:4       |
| Puebla FC    | 5:3    | UANL Tigres   | 3:1      | 2:2       |
| CF Pachuca   | 6:2    | CF Monterrey  | 4:0      | 2:2       |
| U.A.G. Tecos | 2:7    | Santos Laguna | 2:3      | 0:4       |

### Halbfinale
In zwei torreichen Begegnungen mit insgesamt 12 Treffern und einer ausgeglichenen Bilanz von 6:6 Toren setzt sich Santos Laguna aufgrund eines in der Punktspielrunde mehr erzielten Punktes (28) gegenüber Puebla (27) durch.
|            | Gesamt |               | Hinspiel | Rückspiel |
| ---------- | ------ | ------------- | -------- | --------- |
| CF Pachuca | 3:1    | Club América  | 2:0      | 1:1       |
| Puebla FC  | 6:6    | Santos Laguna | 5:4      | 1:2       |

### Finale
|            | Gesamt |               | Hinspiel | Rückspiel |
| ---------- | ------ | ------------- | -------- | --------- |
| CF Pachuca | 3:4    | Santos Laguna | 2:1      | 1:3       |

## Statistik
| Ereignis                | Begegnung                           | Ergebnis | Spieltag |
| ----------------------- | ----------------------------------- | -------- | -------- |
| Torreichstes Spiel      | CD Irapuato vs U.A.G. Tecos         | 4:5      | 10       |
| Höchster Heimsieg       | Atlético Celaya vs Monarcas Morelia | 5:0      | 04       |
| Höchster Heimsieg       | Santos Laguna vs Club León          | 5:0      | 16       |
| Höchster Auswärtssieg 1 | CF Monterrey vs Atlas Guadalajara   | 2:5      | 15       |

1 Wegen der Vielzahl der Ergebnisse mit einem 3-Tore-Vorsprung für die Auswärtsmannschaft wurde nur das torreichste Ergebnis abgebildet. Außerdem gab es 6 Spiele, die 1:4 endeten sowie zweimal ein 0:3.

## Torjägerliste

### Invierno 2000
| Pos. | Spieler           | Verein            | Tore |
| ---- | ----------------- | ----------------- | ---- |
| 1.   | Jared Borgetti    | Santos Laguna     | 17   |
| 2.   | Ángel Morales     | CD Cruz Azul      | 12   |
| 3.   | Antonio de Nigris | CF Monterrey      | 11   |
| 3.   | Daniel Osorno     | Atlas Guadalajara | 11   |
| 3.   | Martín Rodríguez  | CD Irapuato       | 11   |

### Verano 2001
| Pos. | Spieler                | Verein            | Tore |
| ---- | ---------------------- | ----------------- | ---- |
| 1.   | Jared Borgetti         | Santos Laguna     | 13   |
| 2.   | José Saturnino Cardozo | Deportivo Toluca  | 11   |
| 3.   | Leonardo Moreno        | Atlético Celaya   | 10   |
| 4.   | Antonio de Nigris      | CF Monterrey      | 09   |
| 4.   | Daniel Osorno          | Atlas Guadalajara | 09   |
| 4.   | Martín Rodríguez       | CD Irapuato       | 09   |
| 4.   | Iván Zamorano          | Club América      | 09   |